# Washington State Route 9

Mapa silnice.

Washington State Route 9 je 158 kilometrů dlouhá státní silnice v okresech Snohomish, Skagit a Whatcom v americkém státě Washington. Od svého jižního konce, který je křižovatkou s Washington State Route 522 nedaleko Woodinvillu, prochází několika důležitými městy, mezi které patří Snohomish, Lake Stevens, Arlington, Sedro-Woolley a Nooksack, než se její jméno mění na British Columbia Highway 11 na kanadsko-americkém hraničním přechodu ve městě Sumas. Tři další státní silnice běží s „devítkou“ v krátkých úsecích souběžně. Jsou to Washington State Route 530 v Arlingtonu, Washington State Route 20 v Sedro-Woolley a Washington State Route 542 nedaleko Demingu. V Sumasu se pak nachází také vedlejší cesta, která slouží pro kamiony směřující do Kanady.

## Popis cesty
Silnice začíná jako Snohomish-Woodinville Road na částečně čtyřlístkové křižovatce s Washington State Route 522 severně od Woodinvillu, odkud směřuje severním směrem, stejně jako sousední železnice společnosti BNSF, než dorazí ke křižovatce s Washington State Route 524 západně od Maltby. Poté silnice prochází obytnými oblastmi v obcích Clearview a Cathcart, kde tvoří východní konec Washington State Route 96. Chvíli poté prochází jen kousek od Harveyho letiště, než se přemostí přes další železniční trať společnosti BNSF a řeku Snohomish, po níž vstupuje do města Snohomish. Krátce po mostě přes řeku následuje diamantová křižovatka se 2nd Street, po níž silnice zatáčí na východ, kde podjíždí pod ulicí Bickford Avenue, která kdysi bývala částí U.S. Route 2. Když pak pokračuje na sever z města, dostává se na další diamantovou křižovatku, tentokrát právě s nynější U.S. Route 2.
Silnice pokračuje skrz předměstí Everettu West Lake Stevens, kde probíhá jen nedaleko pobřeží Stevensova jezera, než na ní končí Washington State Route 204. Po této křižovatce následuje nejvytíženější úsek celé silnice, jelikož ho denně využije 25 tisíc motoristů. Po výjezdu z obce se ze silnice stává hranice mezi městy Lake Stevens a Marysville a než silnice dorazí k břehům Cassidyho jezera, projíždí křižovatkou s Washington State Route 92. Krátce poté následuje další křižovatka, na které končí Washington State Route 528, a silnice dále pokračuje do North Marysvillu, kde projíždí nad Stoletou stezkou okresu Snohomish. Poté, co silnice projíždí přes křižovatku s Washington State Route 531, několik obytných bloků, základní školu Pioneer Elementary a střední školu Arlington High, vstupuje do města Arlington pod názvem Hazel Street. Po krátké souběžnosti s Washington State Route 530 pokračuje přes most přes řeku Stillaguamish, projíždí přes Bryant a opouští okres Snohomish na hustě zalesněném území.
V něm silnice vstupuje do okresu Skagit, kde první obcí uprostřed lesů je Lake McMurray, ve které se nachází křižovatka s Washington State Route 534 a historický obchod se suvenýry, který zde stojí od roku 1889. Pak pokračuje k Velkému jezeru, na jehož severním břehu se nachází obec Big Lake, kde prochází kolem základní školy Big Lake Elementary, než doráží na kruhový objezd, který je křižovatkou s ke Washington State Route 538. Silnice pokračuje na severovýchod do obce Clear Lake, kde nejprve proběhne kolem základní školy Clear Lake Elementary a poté přejede přes řeku Skagit do města Sedro-Woolley, kde má název Moore Street a je souběžná s Washington State Route 20. Na konci souběžnosti se silnice odvrací severním směrem, kde má název Township Street, a běží stejným směrem jako nedaleká železniční trať společnosti BNSF. Silnice pokračuje do venkovských částí okresu, který krátce poté, po mostě přes řeku Samish opouští.
Do okresu Whatcom vstupuje silnice údolím, které se nachází východně od Whatcomského jezera. Po městě Acme probíhá přes řeku Nooksack a krátce poté, v Demingu, začíná souběžnost s Washington State Route 542. Ty pak pokračují po západním břehu řeky Nooksack, než se v Ceadrvillu rozdělí. „Devítka“ pokračuje severně, kde ji čeká série devadesátistupňových zatáček na planině mezi řekami Nooksack a Sumas. Ve městě Nooksack dostává název Nooksack Avenue a projíždí koncem Washington State Route 544, která má jméno Main Street a vede východně do Eversonu. Severně od Nooksacku následuje křižovatka s Washington State Route 546 ve venkovském prostředí a pokračuje severovýchodně podél řeky Sumas do města Sumas. Na začátku města se nachází křižovatka s Washington State Route 547, zatímco na jeho konci je kanadsko-americká hranice, od které silnice pokračuje přes Abbotsford jako British Columbia Highway 11.

### Vedlejší cesta pro kamiony
Ve městě Sumas se nachází také 400 metrů dlouhá vedlejší cesta pro kamiony směřující do Kanady. Začíná jako Garfield Street na křižovatce s Cherry Avenue, což je místní označení pro Washington State Route 9. Odtud směřuje východním směrem, než zatočí na sever, na Sumas Avenue. Na hranici se z ní stává Boundary Street, která pak rychle končí na britsko-kolumbijské dálnici číslo 11.

## Historie
V roce 2004 dokončilo Ministerstvo dopravy státu Washington devět stavebních projektů na State Route 9. Na konci roku 2005 pak byla rozšířena vážící stanice na západní straně silnice v Lake Stevens na kapacitu dvou kamionů. V lednu 2006 byla změněna křižovatka s U.S. Route 2 na severu města Snohomish, kam byly přidány semafory. Ve stejném roce byla silnice mezi městy Snohomish a Lake Stevens také předlážděna, byla na ni rovněž přidána svodidla a odbočovací pruhy. V listopadu 2006 byla otevřena nová cesta pro silnici mezi Nooksackem a Sumasem, která se vyhýbá třem devadesátistupňovým zatáčkám. V létě 2007 byl na křižovatku s Washington State Route 538 v Mount Vernonu přidán kruhový objezd. Na krátkém úseku mezi Woodinvillem a Maltbym byla silnice v roce 2008 rozšířena z dvoupruhové silnice na čtyřpruhovou rychlostní komunikaci. Na konci roku 2008 byla jedna zatáčka severně od Arlingtonu narovnána a na dvě křižovatky v Bryantu byly přidány odbočovací pruhy.

## Budoucí projekty
Mezi lety 1980 a 2000 stoupl počet obyvatel okresu Snohomish o osmdesát procent. Většina nových občanů okresu nyní používá dvoupruhovou „devítku“ na cestách do práce nebo do školy. Počet nehod se zvýšil z průměrných 325 za rok v devadesátých letech na průměrných 450 mezi lety 2000 a 2007. Od konce roku 2005 Ministerstvo dopravy státu Washington pracuje na šesti projektech, které vylepší koridor po celé své délce v okrese Snohomish. Všechny projekty budou dokončeny v roce 2013. Jižně od města Snohomish jsou přidávány lepší křižovatky, cesty, webkamery a nové odbočovací pruhy. Od roku 2011 se pak mezi městy Maltby a Clearview pracuje na rozšíření silnice na čtyřpruhovou rychlostní komunikaci. Křižovatka se silnicí číslo 531 jižně od Arlingtonu má být předělána na kruhový objezd v roce 2011. V říjnu 2009 byla možnost kruhového objezdu vybrána proti možnosti semaforů. Při rozšiřování silnice v Lake Stevens byla také odstraněna možnost odbočení doleva na Lake Stevens Road, proti čemuž místní obyvatelé protestovali.